# پلاسمافرز
پلاسمافرز (به انگلیسی: Plasmapheresis) نوعی روش درمانی با تعویض پلاسمای خون فرد بیمار می‌باشد.

## کاربرد
هدف اصلی پلاسمافرز درمانی کاهش مولکول‌های پلاسمایی در گردش است که مسئولیت مستقیم پروسه بیماری به عهده آن‌ها می‌باشد. پلاسمافرز درمانی در بیماری‌هایی که اتوآنتی بادی بسیاری در خون بیمار وجود دارد کاربرد دار مانند پورپورای ترومبوتیک ترومبوسیتوپنیک، میاستنی گراویس، سندرم گیلن باره، سندرم گودپاسچر، آنمی سیکل سل، گریوز، وجود کرایوگلوبولین در خون و احتمالاً فلج چندگانه کاربرد دارد. در TTP پلاسمافرز روزانه از یک و نیم تا شش لیتر در روز در چند نوبت اساس درمان را تشکیل می‌دهد. ماده جایگزین شده اغلب پلاسمای تازه یا پلاسمای بدون کرایو است.
در پلاسمافرز اهدایی که با کمک آن میزان بیشتری پلاسما (سه برابر) نسبت به روش اهدای خون و با کیفیت بالاتر از یک فرد اهداکننده بدست می‌آید. پلاسمای بدست آمده برای تزریق به بیماران یا تولید فراورده‌های دارویی خاص مشتق از پلاسما به مراکز پالایش‌کننده پلاسما ارسال می‌گردد.

## روش کار
می‌توان فقط پلاسمافرز را در مواقعی که حجم پلاسمای خون خارج شده کمتر از ۵۰۰ سی سی است و مایع جایگزین (مانند پلاسمای تازه یا آلبومین) تجویز نمی‌شود به کار برد و در سایر مواقع از اصطلاح تبادل یا تعویض پلاسما استفاده کرد. حجم پلاسمای تعویض شده به وزن فرد بستگی دارد و معمولاً در فرد بالغ دو تا سه لیتر است. دستگاه‌های پلاسمافرز به چند روش کار می‌کنند: ۱-سانتریفیوژ (دستی و ماشینی)، ۲- فیلتراسیون ۳- استفاده توأم از سانتریفیوژ و فیلتراسیون و ۴- آفرزیس با جذب انتخابی.
مایع جایگزین پلاسما می‌تواند نرمال سالین، آلبومین یا پلاسمای تازه اهدا شده F.F.P باشد.

## کارکرد
تأثیر پلاسمافرز درمانی در مواقعی که اتوآنتی‌بادی عامل ایجاد بیماری IgM است (مانند ماکروگلوبولینمی والدن اشتروم) بسیار بیشتر از سایر موارد است زیرا ۷۵٪ کل آنتی‌بادی نوع IgM بدن در داخل فضای عروقی است و با پلاسمافرز قابل حذف است و نیز روند ساخت آن طولانی و زمان‌بر است؛ ولی فقط ۴۵٪ کل آنتی‌بادی نوع IgG در داخل فضای عروقی است و با پلاسمافرز قابل حذف است.
در پلاسمافرز اهدایی می‌توان از پلاسمای اهدا شده این فرآورده‌ها را تولید کرد: فاکتور انعقادی VIII برای درمان مبتلایان به هموفیلی A، فاکتور انعقادی IX برای درمان مبتلایان به هموفیلی B، آلبومین، ایمونوگلوبولین‌های گوناگون مانند ضد کزاز، ضد هاری، ضد هپاتیت ب و ایمونوگلوبولین ضد Rh.